# Eupithecia famularia
Eupithecia famularia är en fjärilsart som beskrevs av J. Peter Maassen 1890. Eupithecia famularia ingår i släktet Eupithecia och familjen mätare. Inga underarter finns listade i Catalogue of Life.